# Вазија
Вазија (итал. Vasia) је насеље у Италији у округу Империја, региону Лигурија.
Према процени из 2011. у насељу је живело 216 становника. Насеље се налази на надморској висини од 367 м.

## Становништво
| 1931. | 1936. | 1951. | 1961. | 1971. | 1981. | 1991. | 2001. | 2011. |
| ----- | ----- | ----- | ----- | ----- | ----- | ----- | ----- | ----- |
| 867   | 867   | 797   | 751   | 645   | 521   | 453   | 440   | 424   |